# Ковалёв, Алексей Леонидович
Алексей Леонидович Ковалёв (род. 14 марта 1944, Москва, СССР) — советский, затем американский актёр театра и кино, режиссёр, журналист и радиоведущий, писатель.

## Биография
Сын артиста театра, драматурга и режиссёра Леонида Аграновича и актрисы Марины Ковалёвой родился в Москве 14 марта 1944 года. Воспитывался бабушкой Ольгой Васильевной Ковалёвой. Проживал в Москве по адресу: улица Русаковская, дом 7.
После окончания школы работал осветителем во МХАТ имени М. Горького, затем поступил на курс Софьи Пилявской и Александра Карева в Школу-студию МХАТ, которую окончил в 1966 году.
По распределению пришёл в Московский театр им. Ленинского комсомола, где участвовал в театральных постановках Анатолия Эфроса, затем работал в Московском драматическом театре им. К. С. Станиславского, Куйбышевском академическом театре драмы им. М. Горького, Московском театре миниатюр, Московском Литературно-драматическом театре ВТО.
В 1981 году с женой Жанной Владимирской эмигрировал в Соединённые Штаты Америки. В Нью-Йорке работал водопроводчиком, суперинтендантом, наборщиком в газете «Новое русское слово». Сыграл роль Сальери в американской постановке «Маленьких трагедий» Пушкина.
В 1984 году Алексей Леонидович начал сотрудничество с радиостанцией «Голос Америки» в Вашингтоне, которое продолжалось до 2006 года. Работал диктором, переводчиком и редактором, затем заведующим культурным отделом Русской редакции. Получил золотую медаль Нью-Йоркского международного радиофестиваля за программу «Сэмюел Бекетт». Под его руководством были выпущены литературные чтения произведений Солженицына, Елагина, Дьюи, Бердяева, а также разработаны серии передач «Американский словарь», «Дневник искусств», «Америка улыбается», «О словах и людях».
Совместно с женой Жанной Владимирской Алексей Ковалёв создал запись компакт-диска «Что нужно для чуда» по циклу «Рождественские стихи» Бродского.
Немногим позже Алексей Ковалёв начал публиковать свои собственные произведения в нью-йоркской газете «Новое русское слово» и журнале «Стрелец». Бостонское издательство «CLIO & Co» в 1991 году выпустило книгу Ковалёва «Что ему Гекуба» — роман о театре. Следующая книга вышла в 1993 году в петербургском издательстве «Лимбус Пресс» — роман «Сизиф», номинант литературных премий «Русский Букер», «Национальный бестселлер» и премии имени Аполлона Григорьева.

## Семья
Отец — Леонид Данилович Агранович (1915 — 2011), кинорежиссёр, сценарист и драматург. Похоронен в Москве на Ваганьковском кладбище (участок №12).
Мать — Марина Францевна Ковалёва (1923—2007), советская актриса театра и кино, педагог. Заслуженный работник культуры РСФСР. Похоронена в Москве на Николо-Архангельском кладбище (участок №11)
Жена — Жанна Аркадьевна Владимирская (1939—2017), актриса. С 1981 года проживала с семьёй в США. Похоронена в США на кладбище National Memorial Park.
- Дочь — Настасья Алексеевна Ковалёва (род. 1973)

## Театры
- Московский театр им. Ленинского комсомола — 1966—1968, 1969—1971
- Московский драматический театр им. К. С. Станиславского — 1968—1969
- Куйбышевский академический театр драмы им. М. Горького — 1971—1973
- Московский театр миниатюр — 1973—1976
- Литературно-драматический театр ВТО — 1976—1981

## Фильмография
- 1968 — Случай из следственной практики — Валентин Макарцев, заключённый — главная роль
- 1969 — Свой — Борис Мамонов
- 1971 — У нас на заводе — Лев Шошин, конструктор